# 哈康國王灣

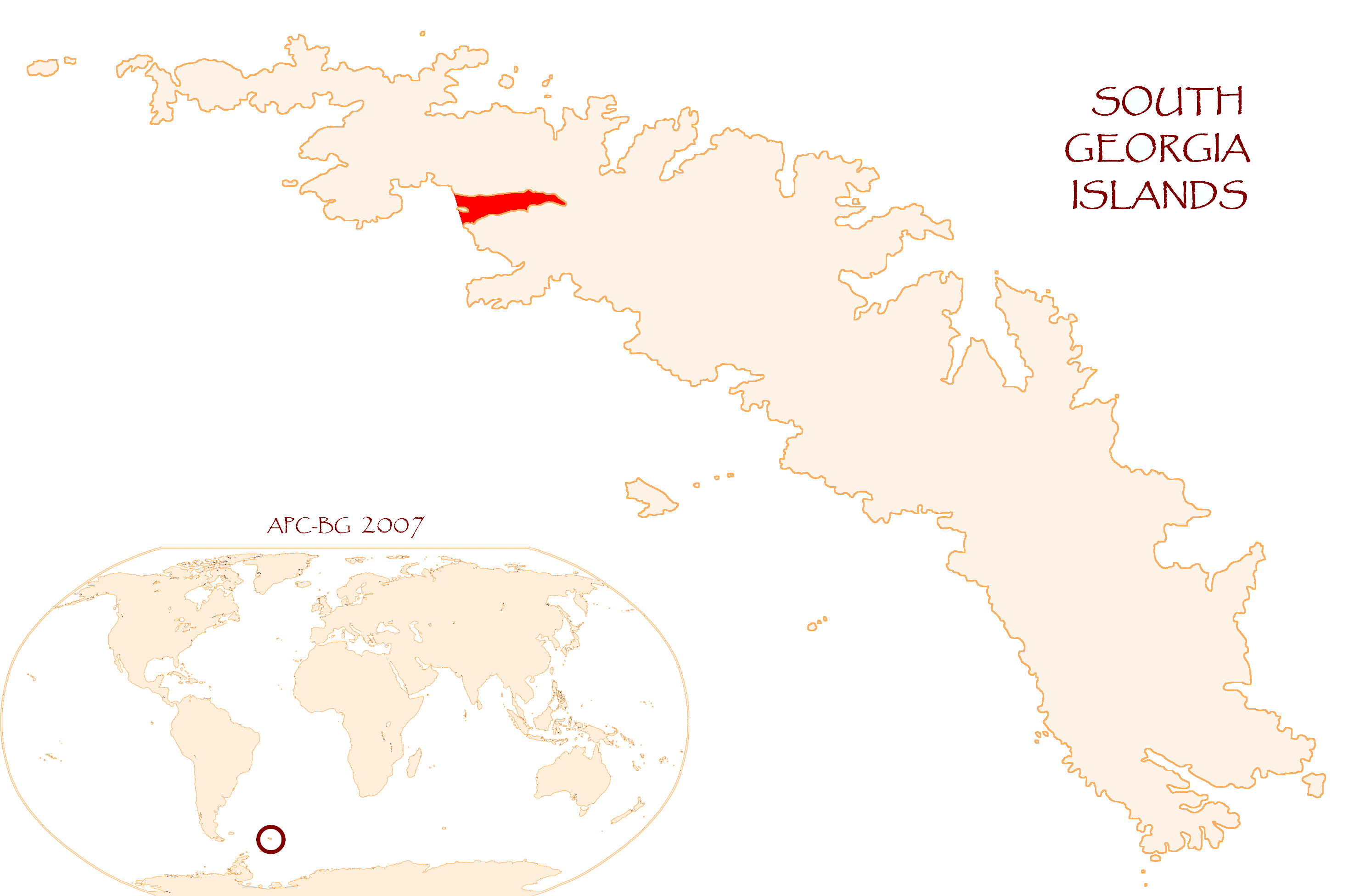
哈康國王灣在南喬治亞島的位置

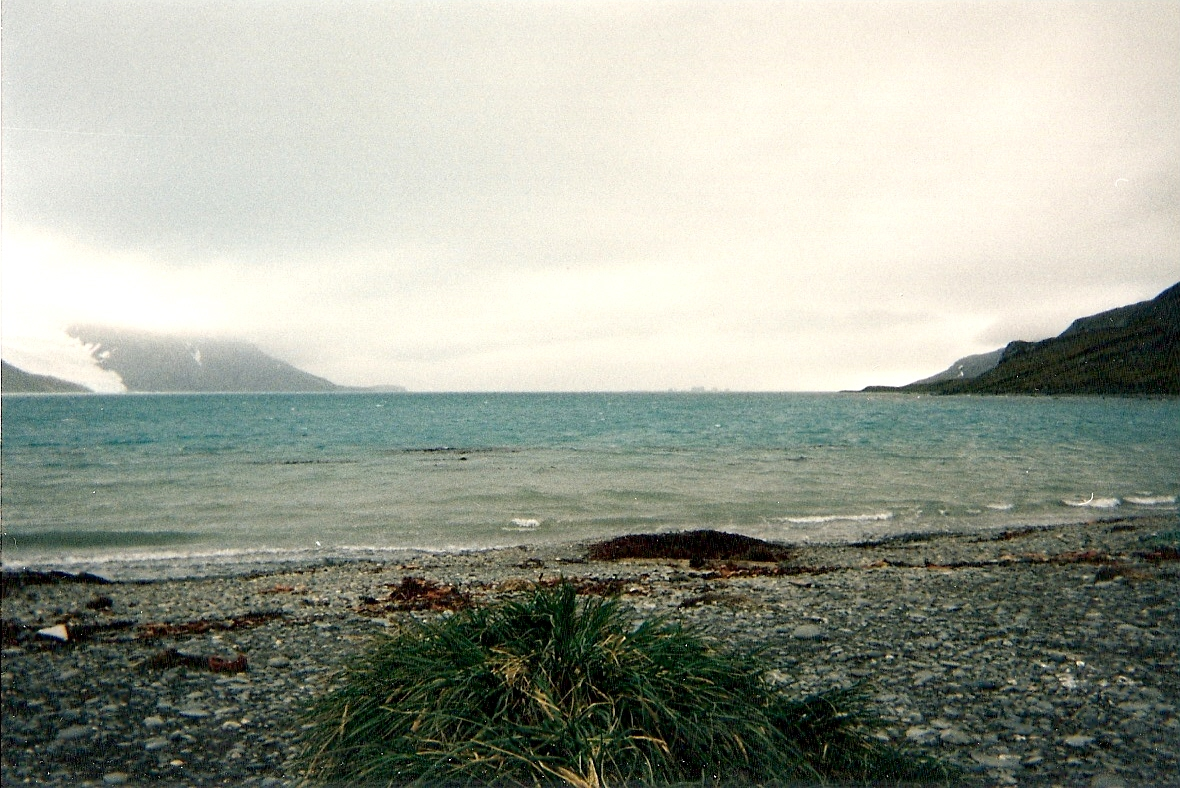

54°09′S 37°19′W / 54.150°S 37.317°W
哈康國王灣（英語：King Haakon Bay），是英國海外領土南喬治亞與南桑威奇群島的海灣，位於南喬治亞島南岸，長13公里、寬4公里，以挪威國王哈康七世命名。